# Парламентские выборы во Франции (1876)
Парламентские выборы во Франции 1876 года  были вторыми парламентскими выборами Третьей республики, которые проходили 20 февраля (первый тур) и 4 марта (второй тур). Республиканцы получили 393 места из 533 возможных. Однако после того, как 25 июня 1877 года палата депутатов выразила вотум недоверия правительству де Брольи, президент Патрис де Мак-Магон распустил её и назначил новые выборы.

## Результаты
| Партия        | Места |
| ------------- | ----- |
| Республиканцы | 393   |
| Орлеанисты    | 40    |
| Легитимисты   | 24    |
| Бонапартисты  | 76    |
| Всего         | 533   |

## Внешние ссылки
- Парламентские выборы 1876 года